# Mattias Karlsson (sverigedemokrat)
Hans Kennert Mattias Karlsson, född 17 augusti 1977 i Skogslyckans församling i Växjö, är en svensk politiker (sverigedemokrat). Han är riksdagsledamot sedan 2010, invald för Kronobergs läns valkrets (sedan 2018, dessförinnan invald för Skåne läns norra och östra valkrets (2010–2014) respektive Värmlands läns valkrets (2014–2018).
Han är ersättare i Nordiska rådets svenska delegation, ledamot av partiets verkställande utskott och huvudförfattare till partiets principprogram. Han var ledamot av kulturutskottet åren 2010–2012, vice gruppledare för partiets riksdagsgrupp och ledamot av arbetsmarknadsutskottet 2012–2014 samt gruppledare 2014–2019.

## Uppväxt och utbildning
Karlsson växte upp i Rottne utanför Växjö. Han gick gymnasiet vid Katedralskolan och studerade därefter ett år i Madrid.
År 1999 flyttade han till Lund för att läsa pol. mag.-programmet vid Lunds universitet. Han hoppade dock av programmet och läste endast klart de två första kurserna i statsvetenskap à 60 högskolepoäng. Han har även läst oavslutade kurser i historia, nationalekonomi och samhällsgeografi.
Under sin tid i Lund lärde han känna Sverigedemokraternas nuvarande partiledare Jimmie Åkesson, Björn Söder och Richard Jomshof. De kom att kallas "de fyras gäng" eller "Skånegänget".

## Politisk karriär
I en intervju med Expo från år 2011 uppgav Karlsson att han för första gången sökte kontakt med Sverigedemokraterna år 1994, då partiet leddes av Anders Klarström. Karlsson fick vad han kallar ett "nationellt uppvaknande" under början av 1990-talet, bland annat på grund av motsättningar mellan svenskar och invandrare.

Karlsson gjorde sitt första viktiga avtryck i Sverigedemokraterna år 2002, då han tillsammans med Jimmie Åkesson och dåvarande partiledaren Mikael Jansson omformade partiets principprogram. Samma år började han arbeta som kommunalt finansierad politisk sekreterare för Sverigedemokraterna i Malmö och blev partiets ende avlönade person. Han stod även bakom Sverigedemokraternas valmanifest i valet 2006. Sedan 2008 betraktas Mattias Karlsson som den ledande ideologen inom Sverigedemokraterna, efter att dess tidigare chefsideolog Johan Rinderheim tvingats bort från partiet.

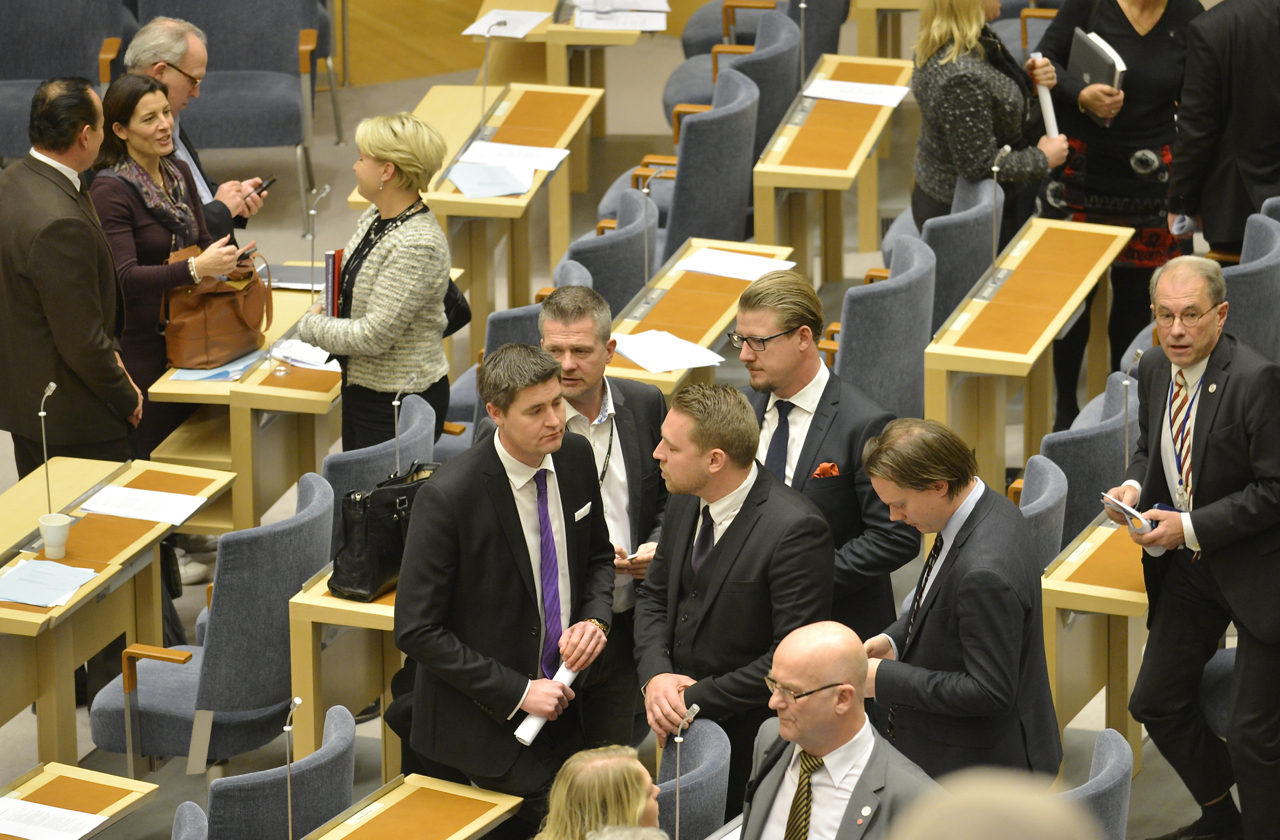
Karlsson med delar av sin riksdagsgrupp efter den uppmärksammade budgetomröstningen i Sveriges riksdag den 3 december 2014.

Före Sverigedemokraternas riksdagsinträde år 2010 arbetade Mattias Karlsson som politisk sekreterare för Sverigedemokraternas fullmäktigegrupp i Malmö. Åren 2004–2010 var han även pressekreterare för partiet på riksnivå. Efter valet 2010 blev Mattias Karlsson riksdagsledamot och ledamot av kulturutskottet. Sedan han lämnat kulturutskottet 2012 tog han plats som vice gruppledare för Sverigedemokraternas riksdagsgrupp och blev samtidigt ny ledamot av arbetsmarknadsutskottet. Efter riksdagsvalet 2014 blev han gruppledare för Sverigedemokraternas riksdagsgrupp.
I samband med att Jimmie Åkesson sjukskrevs i oktober 2014 tog Mattias Karlsson över som vikarierande partiledare fram till våren 2015. Han fick mycket uppmärksamhet när Sverigedemokraterna i december 2014 beslutade att fälla regeringens budget och Sverige hamnade i regeringskris.
Under 2019 lämnade Karlsson uppdraget som gruppledare i riksdagen, enligt egen utsago på grund av en alltför hög arbetsbelastning, och för att han inte trivdes med att ha en så högt uppsatt position. År 2019 startade han Oikos – en politiskt oberoende konservativ tankesmedja, som har som målsättning att göra den konservativa politiska filosofin mer intressant och att sätta ideologi, värderingar och visioner högre på den politiska dagordningen.
Under 2019 var Karlsson en av grundarna av kulturföreningen Gimle, vars syfte är att synliggöra och levandegöra svenskt och nordiskt kulturarv.